# حارة جرشب (مودية)
حارة جرشب هي إحدى حارات حي فحمان بمدينة مودية التابعة لمحافظة أبين، بلغ تعداد سكانها 540 نسمة حسب تعداد اليمن لعام 2004.